# Dramatic Chipmunk
Dramatic Chipmunk (en español Ardilla Dramática o Ardichan) también conocido por el título más apropiado de Dramatic Prairie Dog, es un popular video viral cómico de internet. El video es un clip de cinco segundos de la "ardilla" (en realidad un perro de la pradera) girando su cabeza mientras la cámara se acerca y una música dramática suena.

## Orígenes

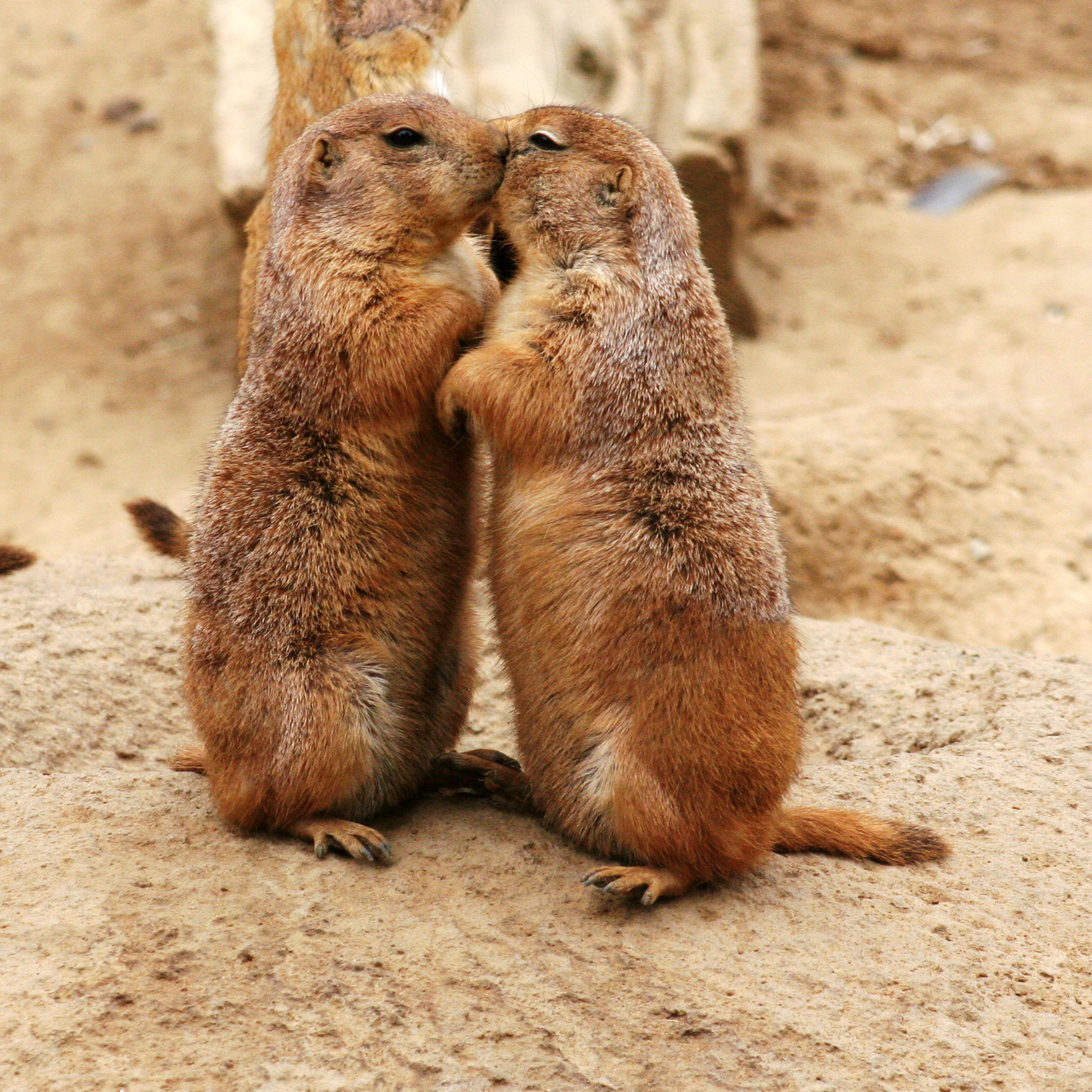
una imagen de una pareja de perros de la pradera básicamente los dos de la misma especie que el animal del meme

El clip se hizo conocido a través de los archivos subidos en YouTube y CollegeHumor el 19 de junio de 2007. Una versión anterior e idéntica, denominada como Dramatic Look (mirada dramática), fue subida a YouTube el 6 de junio de 2007.
El clip del perro de la pradera es de la serie de televisión japonesa Hello! Morning con Minimoni. El clip tiene un perrito de la pradera dentro de una caja transparente que se muestra a los anfitriones en el estudio. CollegeHumor también dio a conocer un clip más largo bajo el título Undramatic Chipmunk, mostrando cómo el video se veía en la versión japonesa original.
El audio utilizado en Dramatic Chipmunk se empleó sin autorización de los titulares derechos de autor, tomado de la partitura de la película de 1974 de Mel Brooks, Young Frankenstein, que fue compuesta por el nominado al Oscar dos veces (y su colaborador Brooks) John Morris, y orquestada por Morris y EGOT beneficiario Jonathan Tunick. Utiliza tres acordes dramáticos (A menor, C# menor y E menor) realiza en su totalidad orquestal tutti, y tiene un sonido de un trueno en el fondo. La "ardilla" voltéa la cabeza y mira fijamente a la cámara mientras la música se reproduce.

## Popularidad
Desde su lanzamiento, el video ha recibido más de treinta millones de visitas. La revista People nombró el Dramatic Chipmunk como una de las 10 estrellas más salvajes de YouTube de 2007.